# Dáire Hughes
Dáire Hughes (né en 1989 ou 1990) est un homme politique irlandais du Sinn Féin qui est député de Newry et Armagh depuis 2024.

## Biographie
Hughes est originaire de Meadow à Newry, en Irlande du Nord. Il fait ses études à l'école primaire St Patrick, au St Colman's College et à l'université Queen's de Belfast.
Ancien délégué syndical, Hughes travaille dans le secteur bénévole communautaire à Newry et Armagh. Il est élu au conseil de district de Newry et Mourne pour le Sinn Féin, servant comme son dernier et plus jeune maire mais n'est pas élu au nouveau conseil de district de Newry, Mourne et Down.
Après avoir été conseiller, Hughes est responsable politique du Sinn Féin au Parlement européen. Au moment de son élection à Westminster en 2024, il est secrétaire général adjoint du parti.
Lors des élections générales britanniques de 2024, Hughes est élu député de Newry et Armagh, succédant à Mickey Brady du Sinn Féin, qui ne s'est pas représenté. Hughes remporte le siège avec 22 299 voix, obtenant 2 012 voix de plus que Brady aux élections générales de 2019.